# Ignacio Zaragoza

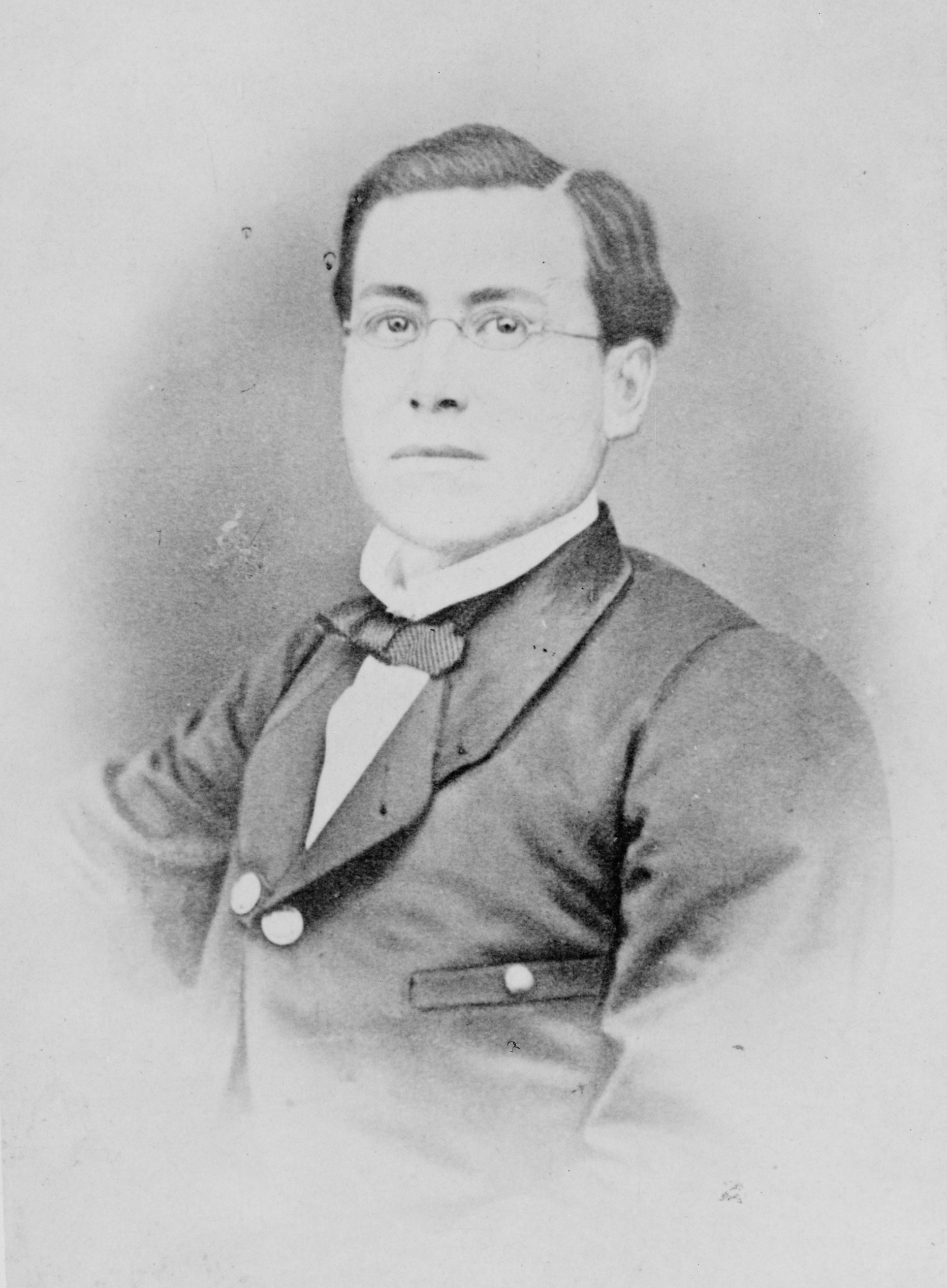
Ignacio Zaragoza

Ignacio Zaragoza Seguín (ur. 24 marca 1829 w Presidio La Bahía, zm. 8 września 1862) – meksykański generał, bohater narodowy Meksyku.
Pomógł obalić dyktatora Antoniego Lópeza de Santa Annę.
Dowodził wojskami meksykańskimi w bitwie pod Pueblą, które rozgromiły 6-tysięczną armię francuską generała Lorenceza.
Jego podobizna znajduje się na meksykańskich peso o nominale 500.
Zmarł na dur brzuszny.